# Lotte Herrlich
Lotte Herrlich (* 11. Dezember 1883 in Chemnitz; † 27. September 1956 in Eutin) war eine deutsche Fotografin, die sich in den 1920er-Jahren vor allem mit Aufnahmen aus der noch jungen Naturistenbewegung einen Namen gemacht hat. Sie begann mit dem Fotografieren nach der Geburt ihres Sohnes. Autodidaktisch bildete sie sich weiter und fand über Landschaftsaufnahmen und Porträtstudien zum Akt. Ihre Fotos wurden in Publikationen verschiedener (meist kurzlebiger) Verlage, insbesondere dem Lichtkampf-Verlag (Herausgeber: Hanns Altermann) und Organisationen dieser Bewegung verwendet. Daneben veröffentlichte sie zahlreiche Bücher zum Thema Aktfotografie und Naturismus.

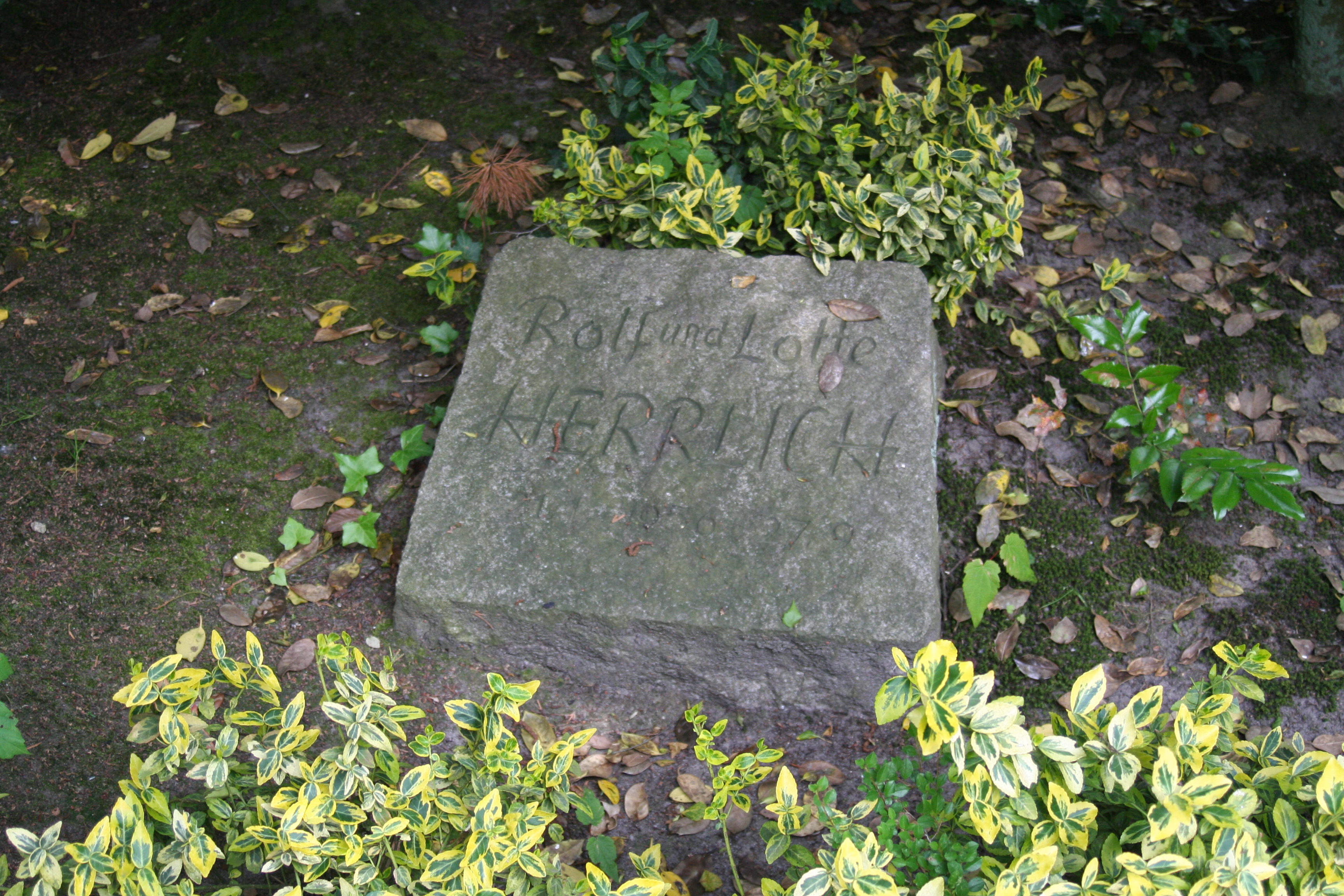
Grab von Lotte und Rolf Herrlich

Zu ihren Werken zählen auch Kinderakte (so von ihrem Sohn Rolf (1907–1956), dessen Aufwachsen sie fotografisch begleitete).
Lotte Herrlich wurde auf dem Nienstedtener Friedhof in Hamburg bestattet.

## Werke
- Der schöne nackte Mensch. Das Weib (1. Bd.), Greifenverlag (Rudolstadt), 1928
- mit W. Warstat: Die Aktphotographie. W. Knapp-Verlag (Halle/Saale), 1923
- Edle Nacktheit. Zwanzig photographische Aufnahmen weiblicher und männlicher Körper nach der Natur. Bd. 2 und 3, Aurora-Verlag (Dresden), o. J.
- In Licht und Sonne., Verlag W. Heldt (Hamburg), 1934
- Neue Aktstudien. 12 Aufnahmen in echtem Kupfertiefdruck nach Orig. Photogr. (Text: W. Bronisch), Verlag W. Heldt (Hamburg), 1924
- Rolf. Ein Lied vom Werden in 30 Naturaufnahmen. Begleitende Worte von Magnus Weidemann. Lichtkampf-Verlag (Heilbronn), 1924
- Seliges Nacktsein. 30 Freiluftaufnahmen in Kupfertiefdruck, Vorwort von Lotte Herrlich. Altona-Othmarschen, August 1926
- Geliebte Leutchen. Gedichte von Frida Schanz. Verlag W. Heldt (Hamburg), ohne Jahr [1926]
- Dekorative Studie. In: Deutscher Camera-Almanach. Ein Jahrbuch für die Photographie unserer Zeit. Begründet von Fritz Loescher. Hrsg. von Karl Weiß. 16. Band. Berlin: Union Deutsche Verlagsgesellschaft, [1925], S. 129.
- Strickerin. In: Deutscher Camera-Almanach. Ein Jahrbuch für die Photographie unserer Zeit. Begründet von Fritz Loescher. Hrsg. von Karl Weiß. 16. Band. Berlin: Union Deutsche Verlagsgesellschaft, [1925], S. 131.
- Kränze binden. In: Deutscher Camera-Almanach. Ein Jahrbuch für die Photographie unserer Zeit. Begründet von Fritz Loescher. Hrsg. von Karl Weiß. 16. Band. Berlin: Union Deutsche Verlagsgesellschaft, [1925], S. 133.
- Am Morgen. In: Deutscher Kamera-Almanach. Ein Jahrbuch für die Photographie unserer Zeit. Hrsg. von Karl Weiß. 19. Band. Berlin: Union Deutsche Verlagsgesellschaft, [1928], S. 161.
- Mädchenakt (von Rolf Herrlich). In: Deutscher Kamera-Almanach. Ein Jahrbuch für die Photographie unserer Zeit. Hrsg. von Karl Weiß. 19. Band. Berlin: Union Deutsche Verlagsgesellschaft, [1928], S. 206.